# Episodi de Il medico di campagna (quarta stagione)
La quarta stagione della serie televisiva Il medico di campagna è stata trasmessa in anteprima in Germania dalla ZDF tra il 26 dicembre 1991 e il 3 aprile 1992.
| nº | Titolo originale                                                     | Titolo italiano | Prima TV Germania | Prima TV Italia |
| -- | -------------------------------------------------------------------- | --------------- | ----------------- | --------------- |
| 0  | Das größte Fest des Jahres - Weihnachten bei unseren Fernsehfamilien |                 | 26 dicembre 1991  |                 |
| 1  | Der Tod des Dr. Mattiesen                                            |                 | 3 gennaio 1992    |                 |
| 2  | Mutterschaft                                                         |                 | 10 gennaio 1992   |                 |
| 3  | Der neue Doktor                                                      |                 | 17 gennaio 1992   |                 |
| 4  | Die Erpressung                                                       |                 | 24 gennaio 1992   |                 |
| 5  | Arzt im Zwielicht                                                    |                 | 31 gennaio 1992   |                 |
| 6  | Der Held von Deekelsen                                               |                 | 7 febbraio 1992   |                 |
| 7  | Herzensangelegenheiten                                               |                 | 14 febbraio 1992  |                 |
| 8  | Familienanschluß                                                     |                 | 28 febbraio 1992  |                 |
| 9  | Neue Verhältnisse                                                    |                 | 6 marzo 1992      |                 |
| 10 | Familienkrieg                                                        |                 | 13 marzo 1992     |                 |
| 11 | Alles aus Liebe                                                      |                 | 20 marzo 1992     |                 |
| 12 | Mast- und Schotbruch                                                 |                 | 27 marzo 1992     |                 |
| 13 | Ein Toter im Auto                                                    |                 | 3 aprile 1992     |                 |